# Taos, Novi Meksiko
Taos je mjesto u okrugu Taosu u američkoj saveznoj državi Novom Meksiku. Okružno je sjedište. Prema popisu stanovništva SAD 2010. ovdje je živjelo 5716 stanovnika. U blizini je Taos Pueblo, indijansko naselje po kojem je Taos dobio ime. Taos je glavno naselje u mikropolitanskom statističkom području Taosu koje obuhvaća cijeli okrug Taos.

## Ime
Ime dolazi od indijanskog jezika, iz jezika taosa, koji pripada sjevernim tiwa jezicima, skupini jezika iz jezične porodice Kiowa-Tano. Riječ znači "mjesto crvenih vrba".

## Zemljopis
Nalazi se na 36°23′38″N 105°34′36″W / 36.39389°N 105.57667°W (36.393979, −105.576705). Prema Uredu SAD-a za popis stanovništva, zauzima 13,9 km2 površine, sve suhozemne.
Nalazi se u sjevernom središnjem dijelu Novog Meksika, u gorju Sangre de Cristo, blizu rijeke Rio Pueblo de Taos, koja izvire u Blue Lakeu i utječe u Rio Grande. Zapadno je klanac Rio Grande koji je u naravi rasjedna dolina. Prolazi kroz bazaltne izljeve vulkanskog polja visoravni Taosa, drugog po veličini vulkanskog polja u rasjedu Rio Grandeu. Klanac je premostio 7. po visini most u SAD, most na klancu Rio Grande, koji je u Nacionalnom registru povijesnih mjesta SAD. Sjeverno od Taosa je najviši vrh Novog Meksika Wheelerov vrh.

## Stanovništvo
Prema podatcima popisa 2010. u Taosu je bilo 5716 stanovnika, 2672 kućanstava od čega 1353 obiteljskih, a stanovništvo po rasi bili su 71,1% bijelci, 0,7% "crnci ili afroamerikanci", 5,3% "američki Indijanci i aljaskanski domorodci", 1% Azijci, 16,5% ostalih rasa, 5,4% dviju ili više rasa. Hispanoamerikanaca i Latinoamerikanaca svih rasa bilo je 51,9%.

## Povijest
Taos je inkorporiran 1934. godine. Taos Pueblo od kojeg je nastao današnji Taos star je skoro tisućljeće. Nastanak mu je datiran od 1000. do 1450. godine. Najstariji je neprekidno naseljeni pueblo u Americi.
UNESCO ga je dodao na popis svjetske baštine 1992. godine.
Današnji Taos osnovali su Španjolci kad su osvajali Ameriku. Osnovan je oko 1615. kao Don Fernando de Taos. Odnosi Španjolaca i Indijanaca bili su dobri, no nerazumno ponašanje encomenderosa dovelo je do indijanske pobune, pa su ubili svećenika i španjolske naseljenike i napustili naselje, a vratili su se tek 1661. godine.1680. Taos se pridružio pobuni puebla. Španjolci su ponovo osvojili krajeve, a indijanski je otpor u ovom kraju skršen tek potkraj stoljeća, kad je 1696. guverner Diego de Vargas porazio Indijance u klancu Taos. 1770-ih ovaj je kraj trpio od upada Komanča, sve dok meksički guverner pokrajine Santa Fe de Nuevo MéxicoJuan Bautista de Anza 1779. nije poveo uspješnu kaznenu ekspediciju i porazio Komanče.
Meksiko je predao SAD teritorij Novog Meksika sporazumom Guadalupe Hidalgo 1848. nakon meksičko-američkog rata. Nakon što su SAD zauzele Novi Meksiko 1847., hispansko i indijansko stanovništvo u Taosu diglo je ustanak, znan kao pobuna u Taosu, u kojoj je ubijen novoimenovani američki guverner Charles Bent. Novi Meksiko postao je teritorijem SAD 1850. i saveznom državom 1912. godine.
Iz povijesnih se razloga istaknuta vije cijeli dan i noć, svakog dana na Taos Plazi. Korijeni tomu su iz američkog građanskog rata, kad su simpatizeri Konfederacije iz ovog kraja pokušali ukloniti zastavu. Časnik Unije Kit Carson gledao je obeshrabriti ove pokušaje time što je postavio stražu oko zastave 24 sata na dan.

## Kultura
U Taosu i okolici nalazi se više od dvadeset povijesnih građevina i znamenitosti, dio kojih je u Nacionalnom registru povijesnih mjesta.

## Gradovi partneri
- Xalisco, Meksiko

## Poznate osobe
- Lynn Anderson, pjevač countryja i pop-glazbe
- Ross Anderson, skijaš[10]
- Charles Bent, prvi guverner teritorija Novog Meksika
- Oscar E. Berninghaus, umjetnik
- Emil Bisttram, umjetnik
- Larry Bell, kipar
- Ernest L. Blumenschein, utemeljitelj društva Taos Society of Artists
- Dorothy Brett, umjetnik
- Julia Cameron, autor djela The Artist's Way
- Kit Carson, istraživač i pogranični vojnik
- E. Irving Couse, umjetnik
- Judson Crews, pjesnik i izdavač
- Andrew Dasburg, umjetnik
- Ronald Davis, umjetnik
- James Doss, pisac
- W. Herbert Dunton, umjetnik
- Nicolai Fechin, umjetnik
- R. C. Gorman, umjetnik
- Dave Hahn, planinar
- E. Martin Hennings, umjetnik
- William Victor Higgins, umjetnik
- Dennis Hopper, glumac, redatelj, umjetnik
- Aldous Huxley, pisac
- Margaret Catherine Alice Hyson, misionar i učitelj u Ranchos de Taos, Novi Meksiko
- Gary Johnson, bivši guverner Novog Meksika[11]
- Brandie Knight, autor, filmski producent
- D. H. Lawrence, autor
- Mabel Dodge Luhan, mecena
- Agnes Martin, umjetnik
- John Márquez, političar
- Thomas "Doc" Martin, liječnik
- Antonio José Martínez, svećenik
- Robert Mirabal, indijanski flautist i izrađivač flauta iz Taos Puebla
- John Nichols, pisac djela The Milagro Beanfield War
- Bror Julius Olsson Nordfeldt, umjetnik
- Bert Geer Phillips, umjetnik
- Kenneth Price, keramičar
- Mike Reynolds, arhitekt (Earthship)
- Christian Ristow, umjetnik
- Julia Roberts, glumica
- Millicent Rogers, socijalit, modna ikona i skupljač umjetnina
- Julius Rolshoven, umjetnik
- Donald Rumsfeld, bivši tajnik ministarstva obrane SAD (povremeni stanovnik)
- Elizabeth Shepley Sergeant, novinar i pisac
- Joseph Henry Sharp, umjetnik
- Larry Torres, profesor stranih jezika
- Walter Ufer, umjetnik
- Danelle Umstead, skijaš paraolimpijac
- Harold Joe Waldrum, umjetnik
- Michael Walker, izrađivač noževa i kipar
- Fred Wendorf, profesor antropologije

## Vanjske poveznice
Službene stranice
- Vodič po Taosu
- Trgovinska komora
- Javna knjižnica
- Dokumenti o arheologiji Taosa
- The Taos News[neaktivna poveznica]